# 金生町 (鹿児島市)
金生町（きんせいちょう）は、鹿児島県鹿児島市の町名。島津氏77万石の鹿児島城の城下町に形成された商業地である。
郵便番号は892-0828。人口は34人、世帯数は19世帯（2020年10月1日現在）。1965年（昭和40年）より金生町の全域で住居表示を実施している。
町域の西部には宝暦元年（1751年）にこの地で呉服商として創業した百貨店である山形屋を中心に商店街があり、東部には鹿児島銀行をはじめとする金融機関が立ち並ぶ。

## 地理
鹿児島市の中部、城山の麓に位置する。町域の北方には山下町、名山町、南方には大黒町、西方には中町、東方には泉町がそれぞれ接している。
町域の北端を東西に朝日通りと呼ばれる国道58号（鹿児島市-西之表市-奄美市-沖縄県那覇市）が通り、中央部を路面電車である鹿児島市電が南北に通っている。金生町内にある鹿児島市電の電停（電車停留所）としてはいづろ通電停、朝日通電停がある。
電車通りを中心に西側は百貨店である山形屋、納屋通り商店街となっており、東側は鹿児島銀行をはじめとする金融機関が立ち並ぶ。

## 歴史

### 鹿児島城下時代
江戸時代の後期までの金生町は木屋町（きやちょう）と称しており、鹿児島城下下町のうちであった。
鹿児島城の南に位置する町屋敷であり、中町と共に商店街を形成していた。宝暦元年（1751年）に山形屋が呉服商として創業し、安政元年（1855年）には菓子製造業である明石屋が金生町にて創業した。
正徳3年（1713年）に町屋敷410軒、町屋1,872軒を焼失する大火が発生した。文政年間になり第25代薩摩藩主島津重豪が下町で大火が多発したことから、水戸の木町を金町（現在の茨城県水戸市金町）に改称したことに倣って、木屋町を金生町に改称することを幕府に願い出て、文政12年春に幕府の許可を受け、木屋町は金生町（かなふちょう）に改称した。
1879年（明治12年）に第百四十七銀行が設立され、本店を金生町に置いた。第百四十七銀行は現在の鹿児島銀行の前身にあたる。

### 近代以降の金生町
1888年（明治21年）に公布された市制（明治21年法律第1号）に基づき、1889年（明治22年）2月2日に官報に掲載された「 市制施行地」（内務省告示第1号）によって鹿児島が市制施行地に指定された。3月5日には鹿児島県令第26号によって鹿児島郡のうち50町村が市制による鹿児島市の区域と定められ、4月1日に市制が施行されたのに伴い、鹿児島郡50町村（山下町、平之馬場町、新照院通町、長田町、冷水通町、上竜尾町、下竜尾町、池之上町、鼓川町、稲荷馬場町、清水馬場町、春日小路町、車町、恵美須町、小川町、和泉屋町、浜町、向江町、栄町、柳町、易居町、中町、金生町、東千石馬場町、西千石馬場町、汐見町、泉町、築町、生産町、六日町、新町、松原通町、船津町、呉服町、大黒町、堀江町、住吉町、新屋敷通町、加治屋町、山之口馬場町、樋之口通町、薬師馬場町、鷹師馬場町、西田町、上之園通町、高麗町、下荒田町、荒田村、西田村、塩屋村）の区域より鹿児島市が成立した。それまでの金生町は鹿児島市の町「金生町」となった。1914年（大正3年）に鹿児島電気軌道が路面電車を町内に敷設し、いづろ通電停、朝日通電停、金生町電停が設置された。金生町電停は1943年（昭和18年）に廃止されている。
1962年（昭和37年）に住居表示に関する法律が施行されたのに伴い、鹿児島市は鹿児島市街地域の住居表示に着手した。1965年（昭和40年）7月20日に中央地域の住居表示が実施され、金生町の全域で住居表示が実施された。

## 産業

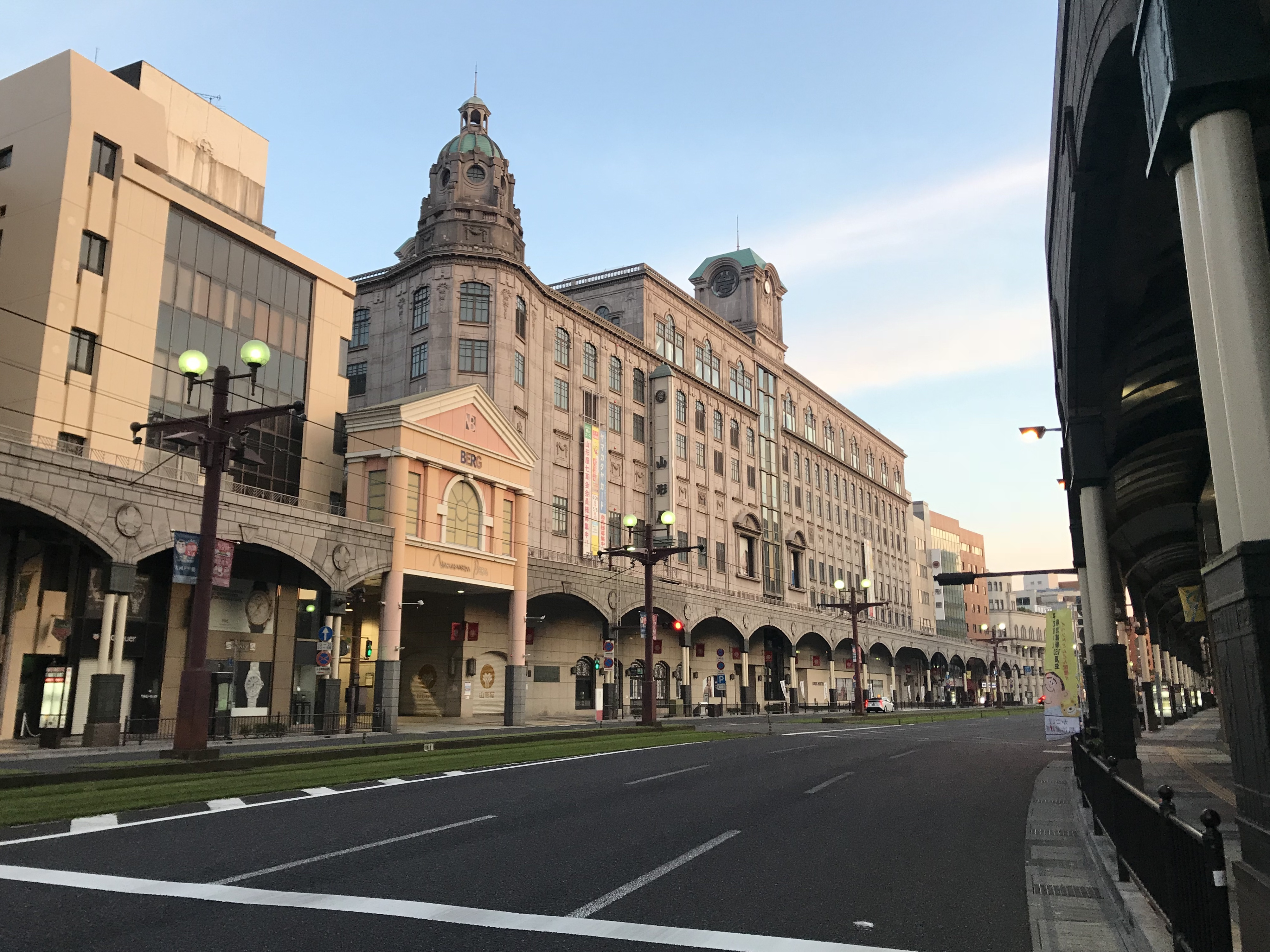
山形屋1号館

### 商業
江戸時代より中町とともに鹿児島城下の商店街を形成していた。宝暦元年（1751年）に山形屋が呉服商として創業し、安政元年（1855年）には菓子製造業である明石屋が金生町にて創業した。
明治初期の金生町で営まれていた商業種別としては、小間物、反物、洋物、生魚仲買、生魚、鰹節があった。また金生町、中町、呉服町の3町で鹿児島城下の商業全戸数の84%を占める状態であった。1924年（大正13年）の統計によると70軒余りの商店が金生町で商売を営んでおり、町内全体の戸数に対して殆どが商店で商業区域であった。

#### 山形屋
山形屋は、宝暦元年（1751年）に薩摩藩の許可を得て木屋町（のちの金生町）に呉服商として創業した。1903年（明治36年）にこれまでの坐売式から進歩的な陳列式に転換し注目を浴びたという。1916年（大正5年）には現在の山形屋1号館にあたるルネサンス建築様式の鉄筋鉄骨の店舗を建設し、関西以西では初となる鉄筋コンクリート造の百貨店となった。1917年（大正6年）になると山形屋呉服店は株式会社化し、株式会社山形屋呉服店となった。1937年（昭和12年）に株式会社山形屋に改称した。1990年（平成2年）に発刊された「鹿児島市史第4巻」によると山形屋は鹿児島県最大手の百貨店であり、2024年6月に山形屋ホールディングス発足により現在は山形屋HD傘下でかつ県内唯一の百貨店。

### 金融
1879年（明治12年）に株式会社第百四十七銀行、1896年（明治29年）に合名会社黒松銀行、1914年（大正3年）には株式会社鹿児島勤倹貯蓄銀行（その後大黒町に移転）が設立された。
また、都市部に所在する銀行の鹿児島支店も設置され、1920年（大正9年）には第十五銀行（のちの帝国銀行、三井銀行、現在の三井住友銀行）の鹿児島支店、1925年（大正14年）には安田銀行（のちの富士銀行、現在のみずほ銀行）鹿児島支店が金生町で営業を開始した。
株式会社第百四十七銀行は1944年（昭和19年）に鹿児島銀行、鹿児島貯蓄銀行を合併し、鹿児島興業銀行となり、1952年（昭和27年）に株式会社鹿児島銀行となった。鹿児島銀行は全国地方銀行協会の会員である第一地方銀行であり、鹿児島県最大手の金融機関である。2016年（平成28年）に帝国データバンクが行った調査によると鹿児島県の企業の取引銀行の5割のシェアを占めており、鹿児島県内のトップであった。

## 施設

### 商業
- 山形屋（1751年創業[11]）
  - 本社
  - 1号館
  - 朝日立体駐車場
- 明石屋本店（1855年創業[12]）

### 金融
- 九州フィナンシャルグループ本店（肥後銀行と鹿児島銀行の持株会社）
- 鹿児島銀行本社
  - よかど鹿児島（鹿児島銀行本店、商業施設など）
- みずほ銀行鹿児島支店[32]
- みずほ信託銀行鹿児島支店[33]
- 三井住友信託銀行鹿児島支店[34]

### 寺社
- 大國主神社

## 人口
金生町の人口の推移は以下のとおりである。

### 資料
| 統計年次〔年〕     | 総人口〔人〕 | 世帯数〔世帯〕 | 備考  |
| ------------------ | ------------ | -------------- | ----- |
| 明治10年代         | -            | 319            | [ 4 ] |
| 1911年（明治44年） | 593          | 130            | [ 4 ] |
| 1922年（大正11年） | 638          | 93             | [ 4 ] |
| 1935年（昭和10年） | 679          | 104            | [ 4 ] |

### 国勢調査
以下の表は国勢調査による小地域集計が開始された1995年以降の人口の推移である。
| 年                 | 人口 |
| ------------------ | ---- |
| 1995年（平成7年）  | 54   |
| 2000年（平成12年） | 55   |
| 2005年（平成17年） | 38   |
| 2010年（平成22年） | 54   |
| 2015年（平成27年） | 38   |
| 2020年（令和2年）  | 34   |

## 交通

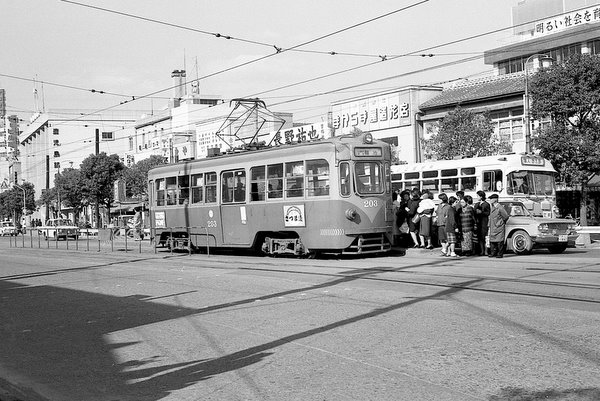
1967年ごろのいづろ電停

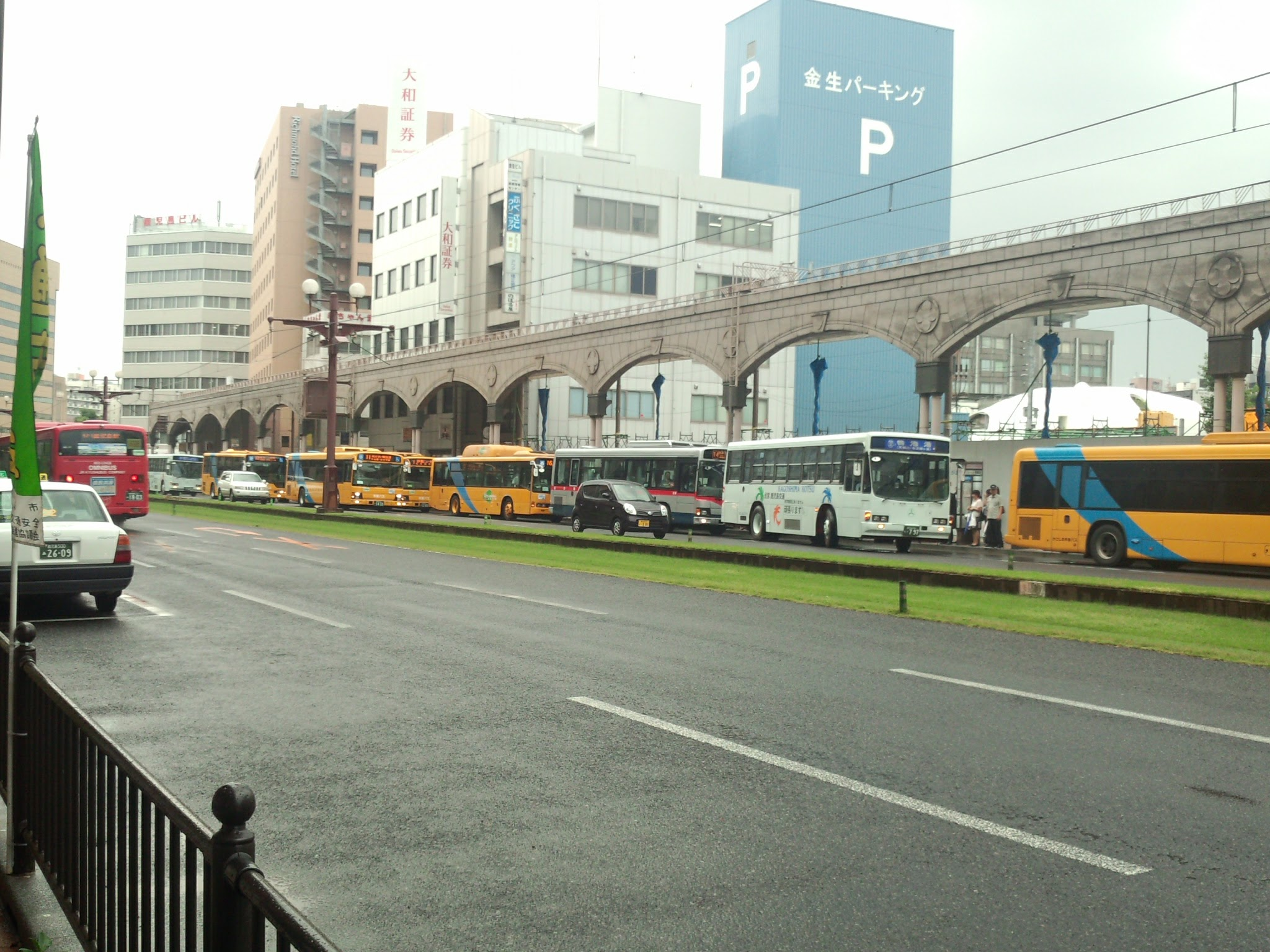
金生町バス停に集中する路線バス

町域の中央部を鹿児島駅から鹿児島中央駅方面・谷山方面を結ぶ鹿児島市電が通っており、電車停留所が2か所設置されている。また、北端を東西に国道58号が通っている。国道58号は鹿児島市山下町の西郷隆盛銅像前交差点から種子島の西之表市、奄美大島の奄美市を経て沖縄県那覇市に至る国道である。鹿児島市内の区間は「朝日通り」と呼ばれている。

### 道路
- 国道58号

### 鉄道
- 鹿児島市電第一期線
  - いづろ通電停 - 朝日通電停

### バス
金生町には金生町バス停及び金生町（山形屋）バス停がある。鹿児島市交通局、鹿児島交通、JR九州バス、南国交通が鹿児島空港や南薩・北薩方面など鹿児島県内の各方面にバス路線を運行している。
かつては、山形屋敷地内にバスセンターが存在しており、鹿児島県のバスの拠点となっていたが、2015年8月末を以て廃止された。

## 小・中学校の学区
市立小・中学校に通う場合、学区（校区）は以下の通りとなる。
| 町丁   | 番・番地 | 小学校               | 中学校               |
| ------ | -------- | -------------------- | -------------------- |
| 金生町 | 全域     | 鹿児島市立名山小学校 | 鹿児島市立長田中学校 |

## 著名な出身人物
- 岩元信兵衛（山形屋第5代、衆議院議員、貴族院多額納税者議員）
呉服商・岩元善兵衛の長男として生まれる[41][42][43]。家業の山形屋デパートの基礎を確立し、1916年（大正5年）関西以西で随一の規模の近代的百貨店を建設した。1902年（明治35年）から衆議院議員（2期）を務め、1909年（明治42年）に貴族院多額納税者議員に勅任された。
- 丹下梅子（栄養学者、科学者）
金生町の商家に生まれる。鹿児島師範学校卒業後に女子師範附属尋常小学校（現在の鹿児島市立名山小学校）の教員となるが、日本女子大学校に入学し中等化学教員検定に合格、その後女性としては初めて帝国大学の一つである東北帝国大学（現在の東北大学）に入学した[44]。その後は学者としてアメリカ合衆国で研究を行い、日本に帰国後もビタミンの研究を行った。

## 町名に由来する事物
- 金生饅頭
山形屋で販売されている今川焼風の菓子であり、名称は山形屋の所在地である金生町に由来する。